# Одне життя (фільм, 2023)
«Одне життя» (англ. One Life) — біографічна драма 2023 року про британського філантропа Ніколаса Вінтона, якого грають Ентоні Гопкінс та Джонні Флінн (у молодості). У фільмі розповідається про те, як Вінтон згадує свої минулі спроби допомогти групам єврейських дітей в окупованій Німеччиною Чехословаччині сховатися та втекти в 1938—1939 роках, безпосередньо перед початком Другої світової війни.
У фільмі також зіграли Лена Олін, Ромола Гарай, Алекс Шарп, Джонатан Прайс і Гелена Бонем Картер у ролях другого плану.
Світова прем'єра фільму відбулася на Міжнародному кінофестивалі в Торонто 9 вересня 2023 року, а його європейська прем'єра відбулася на Лондонському кінофестивалі 2023 року. Прокат у Великій Британії запланований компанією Warner Bros. Pictures на 1 січня 2024 року.

## Синопис
Британський біржовий маклер Ніколас Вінтон відвідує Чехословаччину наприкінці 1930-х років і в умовах фашистської окупації цієї країни намагається допомогти врятувати єврейських дітей перед початком Другої світової війни, в операції, яка стала відомою під назвою «Дитячий транспорт» (нім. Kindertransport).

## У ролях
- Ентоні Гопкінс — Ніколас Вінтон
  - Джонні Флінн — молодий Ніколас Вінтон
- Гелена Бонем Картер — Бабі Вінтон
- Лена Олін — Грете Вінтон
- Джонатан Прайс — Мартін Блейк
  - Зіггі Хіт — молодий Мартін Блейк
- Ромола Гараї — Дорін Воррінер
- Алекс Шарп — Тревор Чедвік
- Саманта Спіро — Естер Ратцен

## Виробництво

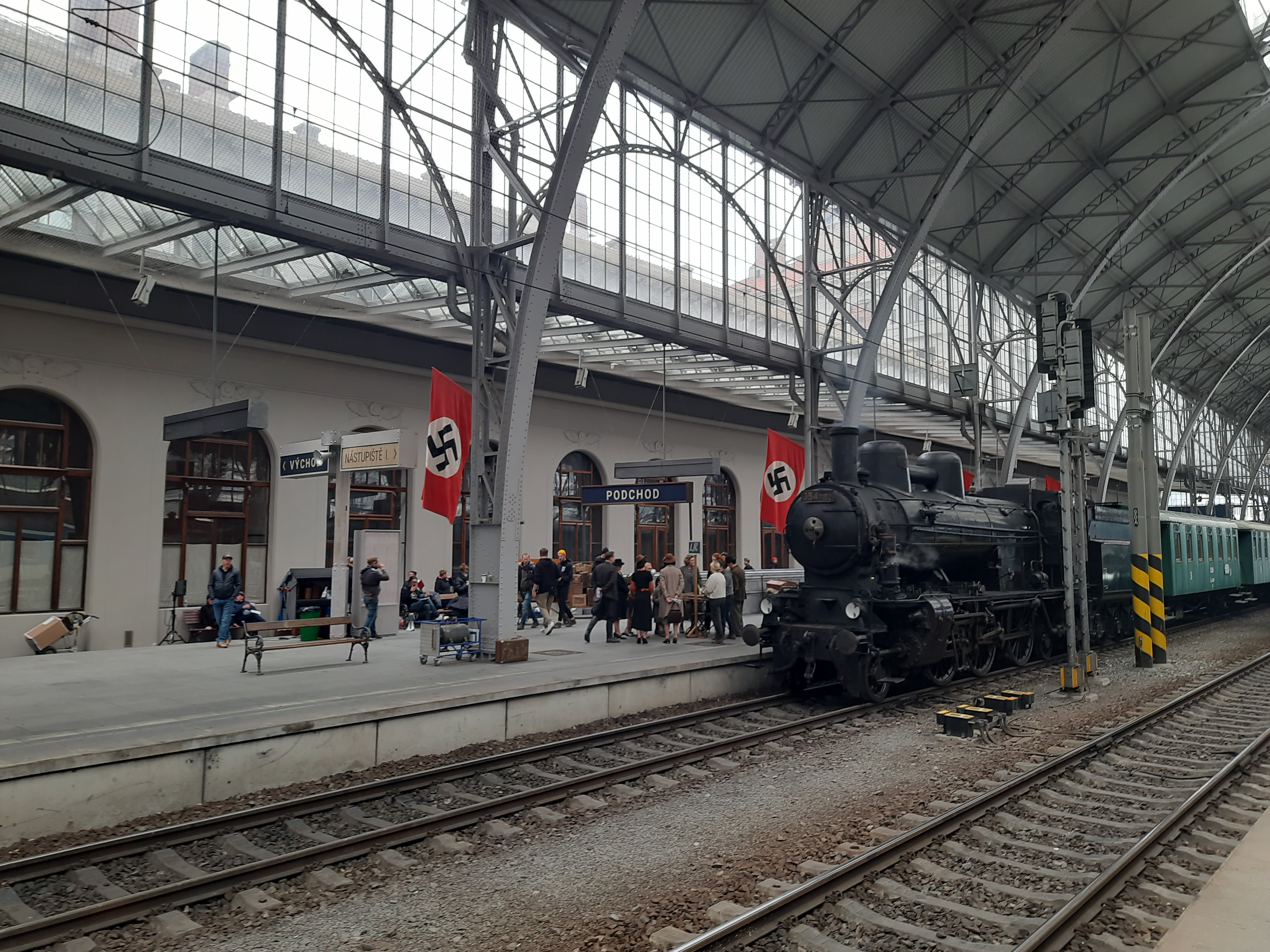
Зйомки фільму «Одне життя» на центральному залізничному вокзалі Праги.

У вересні 2020 року було оголошено, що Ентоні Гопкінс та Джонні Флінн приєдналися до біографічного фільму про Ніколаса Вінтона під назвою «Одне життя» за сценарієм Люсінди Коксон та Ніка Дрейка. Ейслінг Волш була призначена режисером разом із See-Saw Films та BBC Film через виконавчих продюсерів Роуз Гарнетт і Саймона Гілліса, а також продюсерів Ієна Каннінга, Еміля Шермана та Джоанну Лорі. FilmNation Entertainment та Cross City Films були оголошені відповідальними за міжнародні продажі фільму.
У вересні 2022 року стало відомо, що режисером став Джеймс Гоус у власному дебютному повнометражному фільмі. Також оголосили про приєднання Гелени Бонем Картер до акторського складу в ролі матері Вінтона — Бабі Вінтон. Також стало відомо, що Гай Гілі був продюсером і що сценарій був заснований на книзі «Якщо це не неможливо… Життя сера Ніколаса Вінтона», написаній його донькою Барбарою Вінтон. Також було оголошено про приєднання до акторського складу Джонатана Прайса, Ромоли Гараї та Алекса Шарпа.
Зйомки проходили в Лондоні (Велика Британія) у вересні 2022 року, а основні зйомки також проходили в Празі (Чехія).

## Реакція
На вебсайті агрегатора рецензій Rotten Tomatoes 84 % із 25 відгуків критиків є позитивними із середнім рейтингом 7,4/10. Кінокритики на сайті Metacritic, який використовує середньозважену оцінку, поставили фільму оцінку 67 балів зі 100, на основі думки 11 критиків, вказуючи на «загалом схвальні» рецензії.

### Критичний прийом
Ян Фрір у «Time Out» описав фільм як «чудову історію Другої світової війни, розказану традиційно, але піднесену чудовим Ентоні Гопкінсом».